# Festival narečnih popevk
Festival narečnih popevk je slovenski glasbeni festival, kjer nastopajoči prepevajo pesmi v različnih slovenskih narečjih.
Festival je bil prvič organiziran 17. aprila 1962 v Unionski dvorani v Mariboru v organizaciji časopisa Katedra pod imenom Katedra, festival mariborskih popevk. Namenjen je bil predvsem mariborskim in drugim lokalnim pevcem in glasbenim ustvarjalcem. Ker je bil predstavljen pred Slovensko popevko, velja za prvi in tako najstarejši glasbeni festival v Sloveniji in četrtega v Jugoslaviji. Naslednja Katedra je bila organizirana leta 1965, tretja pa šele leta 1969, ko se je festival preimenoval v Veselo jesen. Organizatorji so upali, da bo Vesela jesen postala nekakšna alternativa Slovenski popevki, vendar je kmalu postalo jasno, da z njeno priljubljenostjo ne more tekmovati. Potem ko so bile leta 1970 nekatere pesmi na festivalu zapete v narečju, je leta 1972 Vesela jesen pod idejnim vodstvom Bertija Rodoška in Edvarda Holnthanerja postala festival popevk, petih v slovenskih narečjih, in se tako diferencirala od Popevke. Do leta 1987 je festival potekal v organizaciji DGD Harmonija, po enoletnem premoru pa sta organizacijo prevzela Radio Maribor in agencija Geržina Videoton. Danes se festival imenuje Festival narečnih popevk, nad njim pa bdi RTV Slovenija.
Festival je vsa leta potekal v Mariboru (Unionska dvorana, Hala C, Ljudski vrt, dvorana Tabor od 1984 do 2001, SNG Maribor), razen 2003, ko so ga organizirali v studiu Televizije Slovenija v Ljubljani. Od leta 2004 znova poteka v Mariboru v Slovenskem narodnem gledališču.
Prva zmagovalka je bila popevka Moja mala tiha sreča v izvedbi Lidije Kodrič in Zmaga Frankoviča.

## Zmagovalci
1962: Lidija Kodrič in Zmago Frankovič − Moja mala tiha sreča (Srečko Satler/Janez Mikuž/Ivo Meša)

1965: Lidija Kodrič − Njegove oči (Berti Rodošek/V. Gajšek/Berti Rodošek)

1969:
- žirija: Alfi Nipič in Slavija 5 − Mladi (Berti Rodošek/N. Gričar/Berti Rodošek)
- občinstvo: Jože Kobler − Črke lažejo (Berti Rodošek/N. Gričar/Berti Rodošek)

1970:
- zlati klopotec (za besedilo): Alenka Pinterič − Ključ sveta (Berti Rodošek/V. Gajšek/Berti Rodošek)
- žirija: Alenka Pinterič − Ključ sveta
- občinstvo: Alfi Nipič in Slavija 5 − Štajerc (Berti Rodošek/Berti Rodošek/Berti Rodošek)
- najboljša pesem v narečju: Lado Leskovar − Dobri pajdaši (A. Vlaj/J. Ternar/Jure Robežnik)

1971:
- zlati klopotec:
  - Marjetka Falk in Bor Gostiša − Mi smo mi (Jože Kreže/Jože Kreže/Jože Privšek)
  - Lado Leskovar − Še en gvažek (Milan Križan/Marjan Stare/Jože Privšek)
- žirija: Jože Kobler − Dan, ki ga zamenjala je noč (Berti Rodošek/S. Rodošek/Jože Privšek)
- občinstvo: Jože Kobler − Dan, ki ga zamenjala je noč
- najboljša pesem v narečju: Alfi Nipič − Prlek (Berti Rodošek/Edvard Sitar, Berti Rodošek/Berti Rodošek)

Od leta 1972 je zlati klopotec postal nagrada žirije in vse pesmi so bile pete v narečju.
1972:
- zlati klopotec: Alfi Nipič in New Swing Quartet − Bolfenk (Berti Rodošek/Marjan Stare/Berti Rodošek)
- občinstvo: Alfi Nipič in New Swing Quartet − Bolfenk

1973:
- zlati klopotec: Braco Koren in New Swing Quartet − Žabe na vasi (Simon Gale/Marjan Stare/Jože Privšek)
- občinstvo:
  - Alfi Nipič in Kvartet Do − Flosarji (Jože Kreže/Miroslav Slana/Bojan Adamič)
  - Braco Koren in New Swing Quartet − Žabe na vasi

1974:
- zlati klopotec:
  - Berti Rodošek in New Swing Quartet − Nazdravimo prijateljstvu (Berti Rodošek/Berti Rodošek/Berti Rodošek)
  - Braco Koren − Ribničan (Bojan Adamič/Marjan Stare/Bojan Adamič)

1975:
- zlati klopotec: Edvin Fliser − Muaja Pepka (Boris Kovačič/Marjan Stare/Mojmir Sepe)
- občinstvo: Edvin Fliser − Muaja Pepka

1976:
- zlati klopotec: Karli Arhar − Roraš Karči (Dezider Cener/Dezider Cener/Jani Golob)
- občinstvo: Karli Arhar − Roraš Karči

1977:
- zlati klopotec: Janko Ropret − Bohinsko vesele (Jože Kreže/Jože Kreže/Mojmir Sepe)
- občinstvo: Branka Kraner − Ko me osvajaš (Renato Lah/Boris Nikovec, Branka Kraner/Edvard Holnthaner)

1978:
- zlati klopotec: Alenka Pinterič − Krašovc (Aleš Kersnik/Milan Krapež/Jani Golob)
- občinstvo: Edvin Fliser in Branka Kraner − Stari tango (K. Doler/K. Doler/Jože Privšek)

1979:
- zlati klopotec: Duo Kora − Grubanje (Milan Kamnik/Milan Kamnik/Edvard Holnthaner)
- občinstvo: Sonja Gabršček in Braco Koren − En Gašp'r je živu (Bojan Lavrič/Bojan Lavrič/Edvard Holnthaner)

1980: Zorica Fingušt − Mejdun, šta lonca (Zorica Fingušt/Zorica Fingušt/Edvard Holnthaner)

1981: Karli Arhar

1982: Renata Brumec − Bougo, al gre pa lie (Renata Brumec/Renata Brumec/Silvo Štingl)

1983: Zorica Fingušt

1984: Mladi upi − Naš ata (Oto Pestner/Jože Čibej)

1985: Rudi Šantl − Mi Štajerci (Boris Rošker/Brigita Kobe/Boris Rošker)

1986: Nace Junkar & Oto Pestner − Slovenija, najlepša si dežela (Oto Pestner/Ivan Sivec/Oto Pestner)

1987: Edvin Fliser & Vinko Šimek
2003:
- žirija: Halgato Band − Skuza
- občinstvo: Modrijani − Moje dekle

2005:
- žirija: Halgato band
- občinstvo: Prifarski muzikanti

2006:
- žirija: Lidija Kodrič − Forza, fešta! (Emil Glavnik/Metka Ravnjak-Jauk/Lojze Krajnčan)
- občinstvo: Ansambel Zreška pomlad − Veselejce so luvejšče (Domen Hren/Domen Hren, Marko Kočar/Marijan Golob)

2007:
- žirija: Regina − Tvoje očij (Dezider Cener/Feri Lainšček/Patrik Greblo)
- občinstvo: Malibu − Sin muj se neče žjenet (Marjan Lipičnik, Matjaž Vrh, Marjan Uljan, Patrik Greblo)

2008:
- žirija: Prifarski muzikanti − Lepu je blu
- občinstvo: Prifarski muzikanti − Lepu je blu

2009:
- žirija: Rudi Šantl − Vejnec skuznatih rouž (Mišo Kontrec/Mišo Kontrec/Igor Podpečan)
- občinstvo: Domen Kumer − Marička Štajerka (Boris Rošker/Metka Ravnjak Jauk/Lojze Krajnčan)

2010:
- žirija: Crescendo − Prleška napitnica
- občinstvo: Prifarski muzikanti − N' spumlad

2011:
- žirija: Halgato band − Prekmurski cvejt (Saša Ostojić/Milan Ostojić/Primož Grašič)
- občinstvo: Prifarski muzikanti − Moja Izola (Žiga Bižal/Dušan Bižal, Darjan Gorela/Gregor Forjanič)